# Mars Pathfinder
Mars Pathfinder («Марсоходець») — програма НАСА з вивчення Марса однойменним посадковим модулем і марсоходом «Соджорнер» («Поселенець», англ. Sojourner) в 1996—1997 роках. Основною метою програми було відпрацювання схеми дешевої посадки; додатковими були наукові дослідження: отримання фотографій, вивчення складу порід спектрометром, дослідження атмосфери. Програма була відносно дешевою — вона коштувала 265 млн дол. (для порівняння: програма «Вікінг» коштувала 935 млн у доларах 1974 року або 3,5 млрд у доларах 1997 року). Після посадки Mars Pathfinder перейменували в станцію пам'яті Карла Сагана (Sagan Memorial Station) — американського астронома, який був учасником програм з вивчення Марса. Марсохід названо на честь жінки, яка боролась із рабством, — Сожурне Трут.

## Хроніка
Апарат Mars Pathfinder масою 895 кг запустили 4 грудня 1996 року ракетою-носієм Delta-II.
На поверхню Марса апарат сів 4 липня 1997 року на рівнині Хріса (Chryse Planitia). Температура навколо становила біля −53 °C. Унаслідок збою на станції дальнього зв'язку не вдалось того ж дня відокремити марсохід. Крім того, виявилась нестабільність зв'язку між посадковим модулем і марсоходом, її вдалося виправити лише до 17:00 наступного дня..
5 липня марсохід «Соджорнер» з'їхав з посадкового апарата і 6 липня почав наукові експерименти, зокрема вивчення найближчого каменя. Також 6 липня на Землю передано кольорову панораму, зняту камерою спускного апарата. Згодом марсохід вивчив ще кілька каменів, а посадковий апарат виміряв параметри вітру, температуру і знімкував.
27 вересня 1997 року відбувся останній сеанс зв'язку з апаратом, сигнал без даних приймали до 7 жовтня, зв'язок з апаратом намагались встановити до березня 1998 року.
Передано 16,5 тис. знімків камери посадкового апарата і 550 знімків камер марсохода, проаналізовано 15 зразків порід. Наукові результати дали додаткові підтвердження гіпотези що колись Марс був «вологішим і теплішим».

## Місце посадки
Місцем посадки обрали давню заплаву в марсіанській північній півкулі під назвою Долина Арес (Арес — давньогрецький відповідник римського бога Марса) це одна з найбільш кам'янистих частин Марса. Вчені обрали його, оскільки виявили цілком безпечну для посадки поверхню і одну з територій, насичених камінням, принесеним катастрофічною повінню. Після посадки Mars Pathfinder перейменували в станцію пам'яті Карла Сагана (Sagan Memorial Station) — американського астронома, який був учасником програм з вивчення Марса.

## Спуск і посадка
Mars Pathfinder не мав орбітального модуля. Апарат увійшов в атмосферу Марса і приземлився з використанням інноваційної системи з капсули, надзвукового парашута і твердопаливних гальмівних ракет й великих подушок безпеки для пом'якшення зіткнення. Вхід в атмосферу відбувся на швидкості понад 7,5 км/сек, при цьому теплозахист не допускав перегріву при гальмуванні в атмосфері. Лобовий екран станції за дві хвилини погасив швидкість до 400 м/с. Потім розкрився парашут діаметром 12,7 м. Приблизно за 8 секунд до удару об поверхню увімкнулись гальмівні двигуни і надулись балони, перетворивши апарат у великий «надувний м'ячик», який вдарився об поверхню Марса зі швидкістю 25 м/с (90 км/год) і підстрибнув кілька разів до повної зупинки.

## Спускний апарат

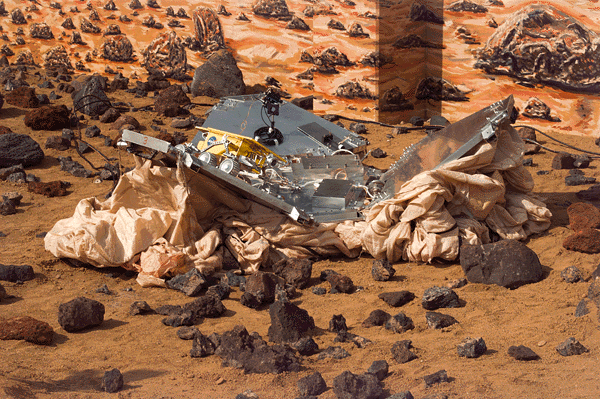
Mars Pathfinder розкривається після посадки (малюнок).

Три панелі сонячних батарей загальною площею 2,8 м², забезпечували посадковий апарат 1,2 кВт електроенергії сонячного дня; як резервне живлення використовувались аккумулятори.
Фотокамера на висувній щоглі висотою до 1,8 м була обладнана двома оптичними входами для стереознімків і фільтрами з 12 відтінками кольорів (експозиції крізь різні світлофільтри після суміщення дають кольорові знімки). На апараті було встановлено метеокомплекс ASI/MET (англ. Atmospheric and meteorological sensors) з датчиками вимірювання швидкості і напряму вітру, атмосферного тиску і температури, а також магніти для видобування з ґрунту магнітних частинок до 0,1 мм.
Посадковий апарат мав антени високої і низької потужності (у деякі дні потужності для роботи основної антени не вистачало і дані передавались антеною низького підсилення зі швидкістю 40—150 біт/с; основна антена підтримувала зв'язок зі швидкістю понад 8 Кбіт/с). Роботою апарата керував комп'ютер RAD6000 з 32-розрядним процесором і 128 МБ пам'яті. На борту використовувалась операційна система VxWorks

## Марсохід «Соджорнер»
Марсохід разом з обладнанням важив близько 15,5 кг, маса при операціях на поверхні Марса — 10,6 кг; розміри — 0,65×0,48×0,3 м.

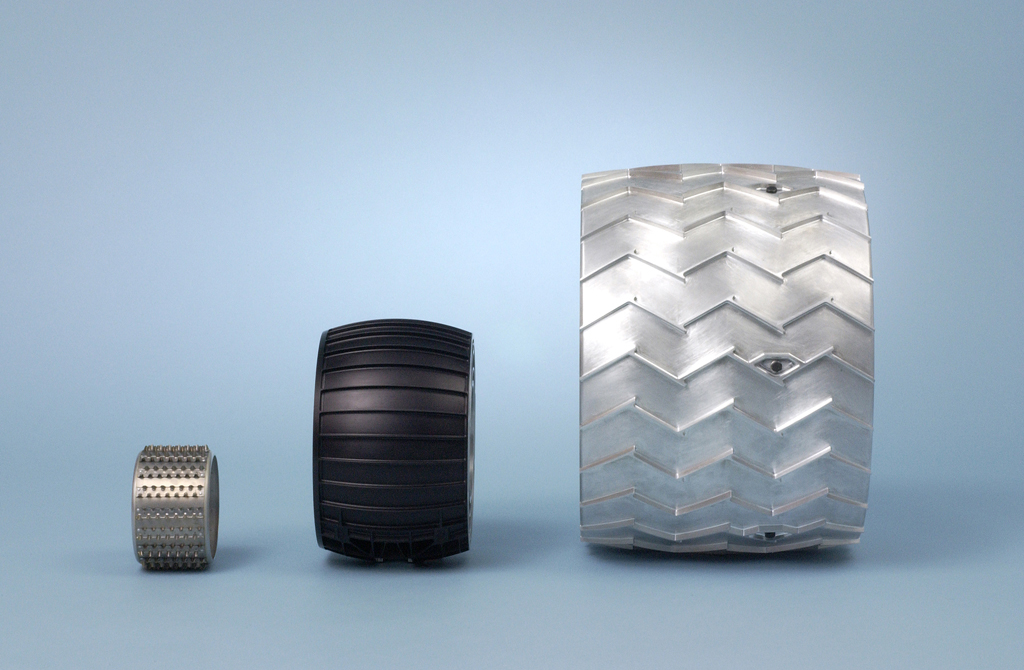
Порівняння розмірів коліс: «Соджорнер», «Спірит», «Марсіанська наукова лабораторія»

Використовувались 11 двигунів постійного струму RE016DC потужністю 3,2 Вт, створених компанією Maxon Motor. Шість двигунів обертали колеса, по одному на кожне колесо, 4 визначали напрям руху, один піднімав і опускав спектрометр. Двигуни могли витримувати температури до −100 °C.
Марсохід мав шість коліс діаметром 13 см, кожне могло обертатись самостійно. Апарат міг нахилятись на 45° без перевертання і долати перешкоди висотою до 20 см.
Електроживлення забезпечувала сонячна батарея з елементами на основі арсеніду галію. Площа батареї 0,2 м², фірма-виготівник Tecstar Inc. Потужності батареї вистачало для роботи апарата кілька годин на добу навіть за похмурої погоди. Крім того, марсохід мав три радіоізотопні елементи з кількома грамами плутонію-238 для підтримки необхідної температури в електронному блоці.
Зв'язок із Землею марсохід підтримував через посадковий модуль.
Марсохід мав три камери — передня стереосистема і задня одинарна камера. Апарат також мав спектрометр для вивчення хімічного складу порід. Управління здійснювалось 8-розрядним процесором Intel 80C85, що працював на частоті 100 кГц, обсяг оперативної пам'яті становив 512 кб, також був твердотільний накопичувач на флешпам'яті об'ємом 176 кб. Працював без операційної системи.

### «Соджорнер» досліджує каміння

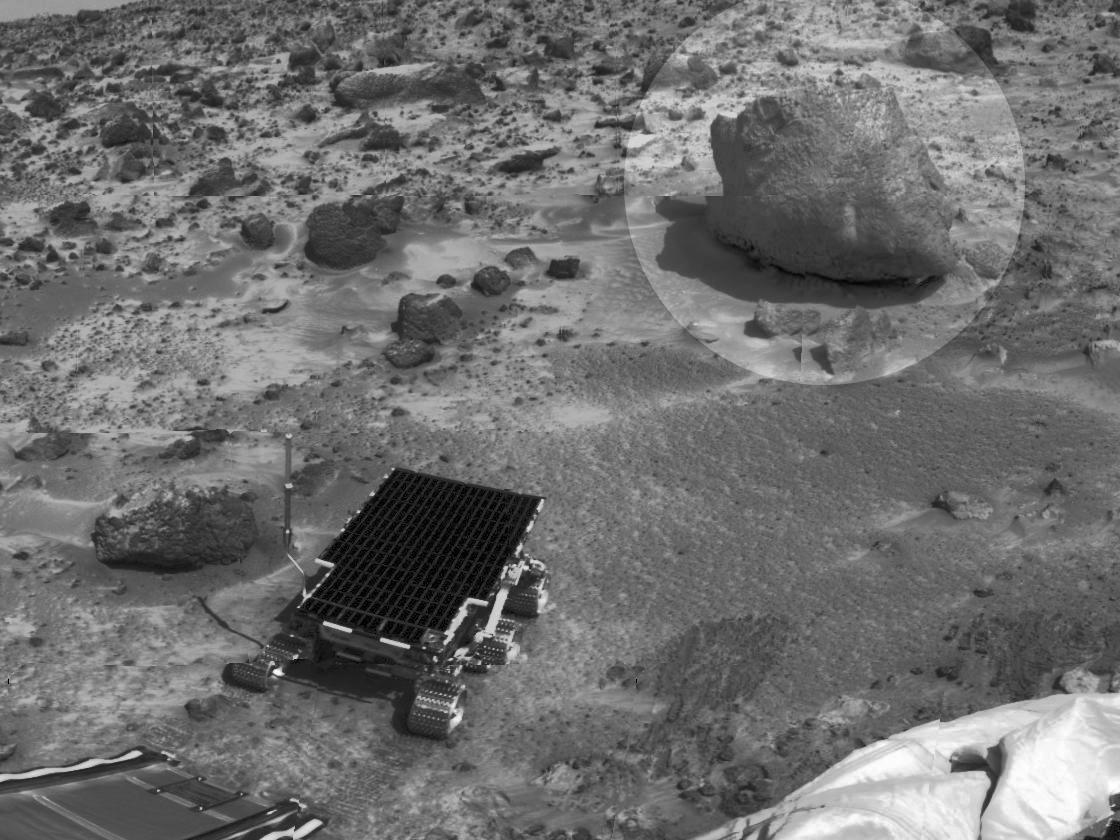
«Соджорнер» вирушає до каменя Йогі (виділений кругом).

Камені отримали назви за іменами персонажів американських мультсеріалів.
Марсохід почав досліджувати перший камінь на третю марсіанську добу (сол). Камінь назвали Барнакл Біл (Barnacle Bill). Склад вивчався альфа-протон-рентгенівським спектрометром (APXS) впродовж 10 годин. Виявили всі елементи крім водню, який становив менше 0,1 % маси каменя або ґрунту. Барнакл Біл за складом виявився схожим на земні андезити, що підтверджує значну вулканічну активність Марса в минулому.
Аналіз каменя Йогі («Yogi») APXS показав, що це шматок базальтової породи, примітивніший за елементним складом, ніж Барнакл Біл. Форма і структура поверхні Йогі дали підстави припускати, що його принесли потоки води.
Камінь Скубі-Ду (Scubee-Doo) привернув до себе увагу білуватим забарвленням, до нього відправили ровер, щоб перевірити наявність осадової кірки на камені. У 18-й сол успішно прийнято результати вимірів Скубі-Ду, а у 21-й сол закінчено аналіз даних щодо складу каменя. Виявилося, що його склад подібний до ґрунту місця посадки, але має підвищений вміст кальцію і кремнію порівняно з вивченими раніше каменями.
Наступний камінь, Мо (Moe), мав кілька відміток на поверхні, що вказувало на вітрову ерозію.
У місцині, названій Камінний сад (Rock Garden), «Соджорнер» виявив дюни у формі півмісяця, схожі на земні.